# 阿鲁万纳
阿鲁万纳（英語：Alluwamna），古王国的赫梯国王。铁列平女婿，铁列平死后承袭其位。
| 前任： 铁列平 | 赫梯国王 | 继任： 汉提里二世 |